# Naumburger Fehde
Die Naumburger Fehde (auch „Heukrieg“) war eine Fehde zwischen der Burggrafschaft Friedberg und der Grafschaft Hanau-Münzenberg in den Jahren 1564 bis 1569. Anlass der Auseinandersetzungen war das Einziehen des Heuzehnten in der Gemarkung der hanauischen Kellerei Naumburg durch das zur Burggrafschaft gehörende Freigericht Kaichen, weshalb die Naumburger Fehde auch als Heukrieg bezeichnet wurde. Hintergrund der Fehde war aber eher eine Auseinandersetzung darüber, in welchem Umfang Hanau wenige Jahre zuvor Rechte an dem ehemaligen Cyriacuskloster Naumburg erworben hatte, aus dem es das Amt Naumburg gebildet hatte.

## Vorgeschichte

### Ausgangslage

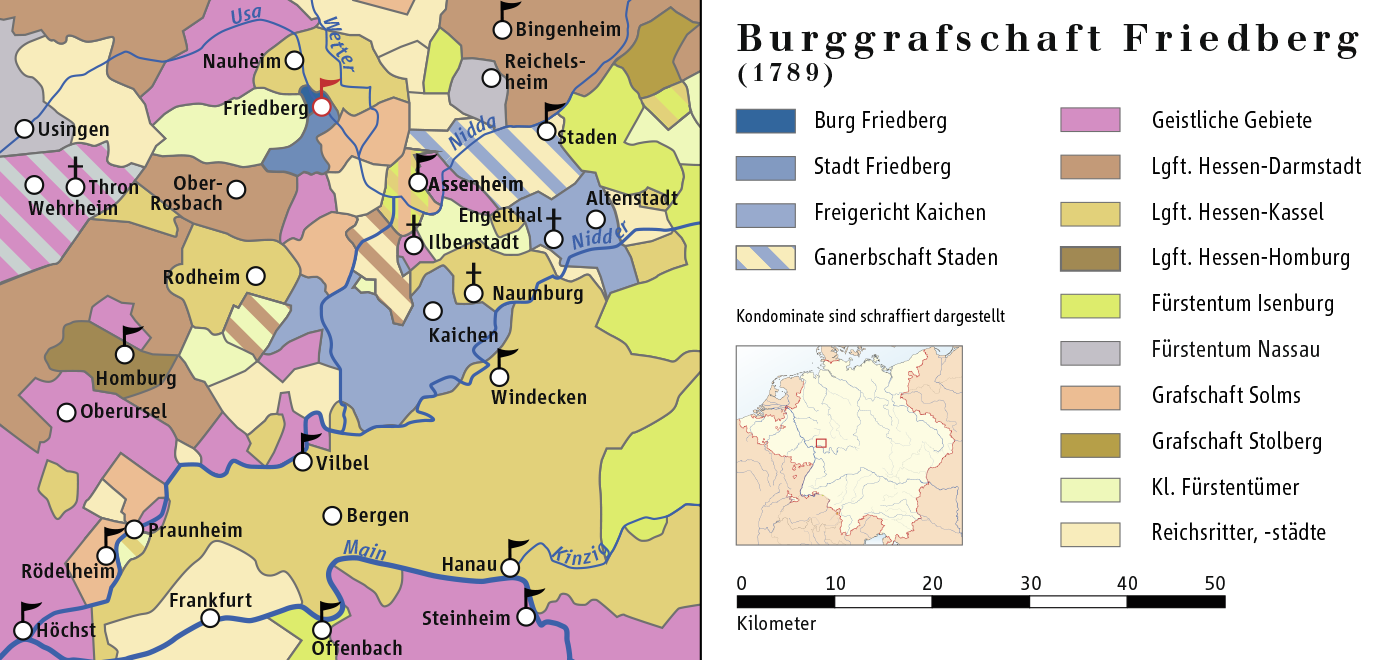
Die Kellerei Naumburg teilte das Gebiet des Freigerichts Kaichen (hellblau) in zwei Teile.

Das Kloster Naumburg in der Wetterau (ersterwähnt 1035, heute: Schloss Naumburg) befand sich an der Grenze zwischen dem Territorium des Freigerichts Kaichen und des hanauischen Amts Windecken. Bereits in vorreformatorischer Zeit kam es zu Auseinandersetzungen um den Grundbesitz zwischen dem Kloster und Bauern des Freigerichts, was 1514 zur Erstellung des Naumburger Salbuches führte. Nach dem Niedergang des Klosterlebens und der Reformation wurde das Kloster 1561 von Hanau für 18.000 fl. vom Mutterkloster Limburg an der Haardt erworben. Die Herren und Grafen von Hanau hatten seit alters her die Vogtei über das Kloster ausgeübt. Seit 1354 konnten die Hanauer Grafen Atz (Verpflegung), Lager und Dienste im Kloster beanspruchen. Im Gegenzug stand dem Kloster rechtlicher und militärischer Schutz zu und in kriegerischen Zeiten wurden die Unterlagen des Klosters in einer nahe gelegenen hanauischen Burg, meist in Windecken, gelagert.
Das Freigericht Kaichen war bereits 1475 endgültig in die Hand der Friedberger Burggrafen gekommen. Die Burggrafschaft trachtete ebenfalls danach, den Klosterbesitz unter Kontrolle zu bringen, zumal das Gebiet des Klosters das Freigericht in zwei Teile um die Orte Kaichen und Altenstadt spaltete. Gegen den hanauischen Kauf von 1561 hatte die Burggrafschaft erfolglos Einspruch erhoben.

### Rechtslage
Ob das Kloster Naumburg Teil des Territoriums des Freigerichts Kaichen oder der Grafschaft Hanau-Münzenberg war, war zwischen beiden Parteien umstritten. Dies lag vor allem daran, dass damals eine Trennung zwischen zivilrechtlichem Eigentum und öffentlich-rechtlicher Landeshoheit noch nicht eindeutig möglich war, sich in dieser Zeit vielmehr erst herauszubilden begann. In einem Weistum von 1439 wurde das Kloster als zum Freigericht Kaichen zugehörig betrachtet. Der hanauische Kaufvertrag ist im Hessischen Staatsarchiv Marburg erhalten und zählt sehr detailliert den Klosterbesitz auf, der von der Grafschaft Hanau-Münzenberg erworben wurde: Haus und Klösterlein Naumburg bei Windecken mit aller und jeglicher Oberherrlichkeit, Höfen, Gerichten, Zehnten, Wäldern, Wassern, Weingärten, Äckern, Wiesen, Gärten, Weiden, Jagden, Mühlen, Mahlstätten, Weihern, Fischereien, auch Renten, Zinsen, Gefällen, Nutzungen, Einkommen samt der fahrenden Habe, so vorhanden, auch allem Umbegriff, Marktrechten und mit allen anderen Ober Herrlich Rechten und Gerechtigkeiten, In- und Zubehörungen...

## Verlauf
Die Burggrafschaft berief sich auf ihre älteren Zehntrechte und zog 1564 den Heuzehnten in der Heldenbergener Gemarkung ein. Als Reaktion befahl die Hanauer Regierung, dies notfalls durch Glockenschlag zu unterbinden, d. h. es wurde Sturm geläutet und alle wehrfähigen Männer der umliegenden Ortschaften mussten sich sammeln. Außerdem wurden zwei Zehntwächter angestellt, die aber von Friedberg gefangen genommen und im Turm eingesperrt wurden. Hanau ließ seinerseits den Heldenbergener Pfarrer als vermeintlichen Rädelsführer in Windecken gefangen setzen. Nach wenigen Tagen wurden alle drei wieder entlassen.
Im folgenden Jahr konnte die Ernte von den Hanauern unter bewaffnetem Schutz eingebracht werden. Doch verfuhr Friedberg ähnlich und erntete einfach unter Aufsicht von Bewaffneten in der zum hanauischen Amt Windecken gehörenden Gemarkung. Obendrein ließ man den protestierenden hanauischen Amtskeller des Amtes Naumburg verhaften. Die zu diesem Zeitpunkt in der Grafschaft Hanau-Münzenberg regierenden Vormünder des minderjährigen Grafen Philipp Ludwig I. von Hanau-Münzenberg versuchten es auf dem Rechtsweg: Eingaben an das Reichskammergericht wurden jedoch negativ beschieden. Währenddessen ließ der Hanauer Schultheiß von Windecken einige Friedberger Bürger gefangen setzen, die aber alsbald wieder freigelassen wurden. Weitere Beschlagnahmen gegnerischen Besitzes und Gefangennahmen folgten, die Bewohner zahlreicher Dörfer gerieten zwischen die Fronten und jahrelange juristische Verwicklungen begleiteten das. 

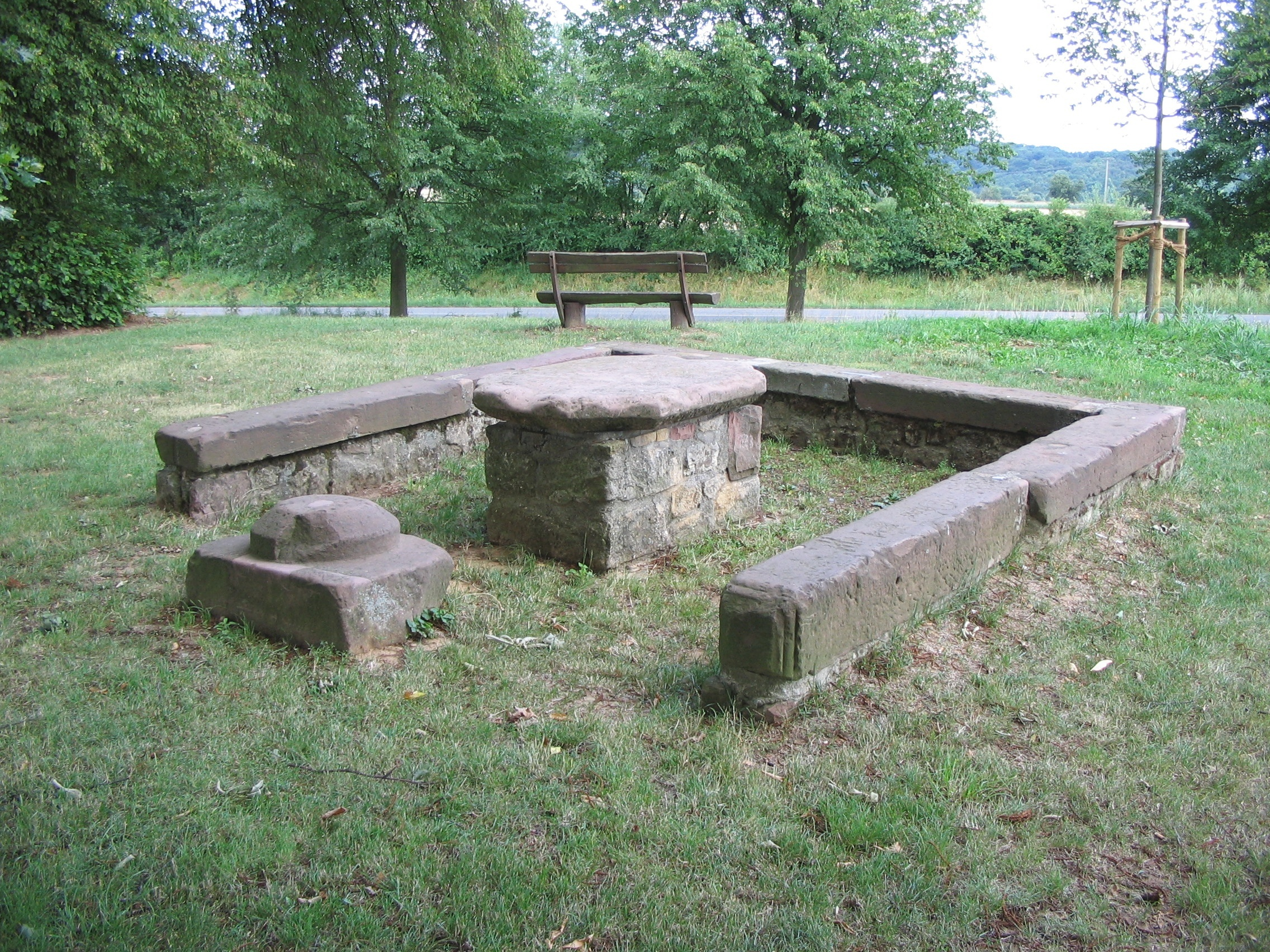
Der steinerne Tisch bei Kaichen, Gerichtsstätte des Freigericht Kaichen

Friedberg verklagte den hanauischen Schultheiß von Windecken vor dem Kaichener Freigericht, das ein Todesurteil gegen ihn aussprach. Dieses konnte selbstverständlich nicht vollstreckt werden, da der Schultheiß sich außerhalb der Zugriffsmöglichkeiten des Gerichts aufhielt. Selten wurde offen gekämpft, aber es kam zu zahlreichen Reibereien. Erst ein Vergleich im Jahr 1569 beendete die Naumburger Fehde.

## Folgen
Der Vergleich von 1569 sprach der Grafschaft Hanau-Münzenberg den ungeschmälerten Besitz der Naumburger Güter zu. Die Auseinandersetzungen ließen in der kommenden Zeit merklich nach. Doch im Dreißigjährigen Krieg wurde Hanau der Besitz der Kellerei Naumburg wieder streitig gemacht, diesmal aufgrund des Restitutionsediktes durch das Kloster Seligenstadt – trotz des Kaufvertrags von 1561. Diese widerrechtliche Besetzung hatte allerdings nur bis zum Abzug der kaiserlichen Truppen Bestand. Nach dem Westfälischen Frieden blieb die Kellerei zwar Bestandteil der Grafschaft Hanau-Münzenberg, wurde aber für finanzielle Forderungen aus der Befreiung der Festung Hanau im Jahr 1636 an die Landgrafschaft Hessen-Kassel verpfändet. Dieses Pfand wurde nie mehr eingelöst.